# Bischofstetten
Bischofstetten är en kommun i Österrike. Den ligger i distriktet Melk i förbundslandet Niederösterreich,  70 kilometer väster om huvudstaden Wien. 
Kommunen består av 23 orter (Ortschaften) (inom parentes invånarantal 1 januari 2024):

- Bischofstetten (694)
- Buchgraben (16)
- Christenberg (35)
- Dörfl (38)
- Großa (9)
- Grünwies (20)
- Haag (36)
- Haberg (11)
- Hanau (30)
- Hintergrub (17)
- Mitterschildbach (15)
- Neubing (32)
- Niederbauern (5)
- Oberschildbach (14)
- Oberweg (8)
- Rametzhofen (34)
- Sierning (23)
- Strohdorf (34)
- Tonach (73)
- Unterschildbach (32)
- Unterweg (7)
- Winkelsdorf (17)
- Zauching (8)